# شكيب حسين
شكيب حسين هو لاعب كرة قدم كندي في مركز الدفاع، ولد في 8 أغسطس 1991 في الجزائر. لعب مع FC Montreal ‏.

## وصلات خارجية
- شكيب حسين على موقع قاعدة بيانات كرة القدم.إي يو (الإنجليزية)
- شكيب حسين على موقع Soccerway.com (الإنجليزية)